# Jamie Foreman
Jamie L. Foreman (Bermondsey, 25 mei 1958) is een Brits acteur.

## Biografie
Foreman werd geboren in Bermondsey als zoon Freddie Foreman, (Freddie was in de jaren zestig een beruchte crimineel in Londen). 
Foreman begon in 1977 met acteren in de televisieserie Holding On, waarna hij nog meerdere rollen speelde in televisieseries en films. Hij is vooral bekend van zijn rol als Derek Branning in de televisieserie EastEnders waar hij in 145 afleveringen speelde (2011-2012). Voor deze rol werd hij driemaal genomineerd voor een British Soap Awards, tweemaal in 2013 en eenmaal in 2012. 
Foreman is getrouwd geweest met actrice Carol Harrison waaruit hij een zoon heeft. 

## Filmografie

### Films
Uitgezonderd korte films.
- 2023 Rise of the Footsoldier: Vengeance - als Sam
- 2020 Break - als Monty
- 2019 Once Upon a Time in London - als Alf White
- 2018 Degenerates - als Victor Moseley
- 2018 The Bromley Boys - als Charlie McQueen
- 2017 Rise of the Footsoldier 3 - als Sam
- 2012 Hard Shoulder - als Dog
- 2012 St George's Day - als Nixon
- 2012 The Grind - als Dave
- 2011 Screwed - als Rumpole
- 2011 Ironclad - als Jedediah Coteral
- 2010 Baseline - als Terry
- 2010 Just for the Record - als Graham
- 2008 Inkheart - als Basta
- 2007 Botched - als Peter
- 2005 Oliver Twist - als Bill Sykes
- 2004 Layer Cake - als Duke
- 2004 The Football Factory - als taxichauffeur
- 2003 I'll Sleep When I'm Dead - als Mickser
- 2003 Danielle Cable: Eyewitness - als Keith Phelan
- 2002 Out of Control - als Jim
- 2001 Goodbye Charlie Bright - als Tony
- 2000 Breathtaking - als Brian Maitland
- 2000 Remember a Day - als producent van The Record
- 2000 Gangster No. 1 - als Lennie Taylor
- 2000 Saving Grace - als China MacFarlane
- 1999 Sleepy Hollow - als Thuggish Constable
- 1999 This Year's Love - als Billy
- 1998 Elizabeth - als Earl of Sussex
- 1997 Our Boy - als Orme
- 1997 Nil by Mouth - als Mark
- 1995 I.D. - als vorig teamlid
- 1989 First and Last - als Dave
- 1989 Tank Malling - als Danny
- 1987 Empire State - als Danny
- 1980 McVicar - als chauffeur
- 1979 The Quiz Kid - als Andy
- 1977 Sky Pirates - als Sidney

### Televisieseries
Uitgezonderd eenmalige gastrollen.
- 2014-2016 Birds of a Feather - als Lenny - 3 afl.
- 2011-2012 EastEnders - als Derek Branning - 145 afl.
- 2001 High Stakes - als Brian Wallis - 2 afl.
- 1999 Casualty - als Gil Stephens - 2 afl.
- 1994 The House of Eliott - als Gerry Althorpe - 6 afl.
- 1984 Letty - als Pete Sloan - 2 afl.
- 1983 Johnny Jarvis - als Manning - 6 afl.
- 1980 Armchair Thriller - als eerste bediener - 2 afl.
- 1977-1978 A Bunch of Fives - als Chris Taylor - 14 afl.
- 1978 Wings - als Airman Bates - 2 afl.
- 1977 King of the Castle - als ripper / vechter - 6 afl.
- 1977 Holding On - als jeugdige Charlie - 2 afl.

- Biblioteca Nacional de España: XX1789096
- Bibliothèque nationale de France: cb159831331 (data)
- Gemeinsame Normdatei: 132318660
- International Standard Name Identifier: 0000 0001 0856 4677
- Library of Congress Control Number: no2004078788
- Nationale Bibliotheek van Tsjechië: pna2007389365
- Nationale Bibliotheek van Israël: 987007327339105171
- Nederlandse Thesaurus van Auteursnamen: 37643368X
- Système universitaire de documentation: 108880850
- Virtual International Authority File: 34171653
- WorldCat: E39PBJdWHqGMqkRFdhmPbKCqQq